# Хан, Гаури
Гаури Хан (англ. Gauri Khan, в девичестве Гаури Чиббер; род. 8 октября 1970) — индийский кинопродюсер, художница. Совладелица кинокомпании Red Chillies Entertainment. В 2018 вошла в список «50 самых влиятельных женщин» по версии журнала Fortune. Жена актёра Шахрух Хана.

## Личная жизнь
Родилась в Дели, в семье панджаби-хинду у полковника Рамеша Чандры Чиббер и его жены Савиты. Гаури росла в пригороде Дели — Панчшил Парке. После школы получила диплом бакалавра в Lady Sri Ram College. Также окончила шестимесячные курсы дизайна одежды и обучилась шитью.
С 25 октября 1991 года Гаури замужем за актёром Шахрухом Ханом (род. 1965), с которым она встречалась 7 лет до их свадьбы. У супругов есть трое детей: сын Ариан Хан (род. 1997), дочь Сухана Хан (род.2000) и ещё один сын — АбРам Хан (род. 27 мая 2013 суррогатной матерью).

## В СМИ
Гаури Хан редко появляется в медиа и сми, предпочитая быть в тени своего знаменитого мужа, тем не менее, она является признанной иконой стиля в Болливуде. В 2008 году появилась на обложке журнала Vogue India. Фотографии сделаны известным британским фотографом Крисом Краймером. Журнал назвал ее «Первой леди Болливуда»

## Карьера
В 2002 году, Гаури Хан совместно с мужем Шахрух Ханом создала кинопродюсерскую и дистрибьюторскую компанию Red Chillies Entertainment, ставшей преемницей Dreamz Unlimited, которую пара создала в 1999 году. Она является сопредседателем и главным продюсером всех фильмов, снятых этой кинокомпанией. Продюсерским дебютом этой компании стал фильм Фары Хан «Я рядом с тобой!». Фильм стал успешным в индийском прокате и стал вторым самым кассовым фильмом года.
Также совместно со своей подругой Сюзан Хан, Гаури занялась дизайном интерьеров.

## Фильмография

### Продюсер
- Дон. Главарь мафии 2 (2011)
- РА. Первый! (2011)
- Always Kabhi Kabhi (2011)
- Меня зовут Кхан (2010)
- Биллу (2009)
- Ом Шанти Ом (2007)
- Загадка (2005)
- Я рядом с тобой! (2004)

### Художник по костюмам
- Дорогая, это Индия (1995)
- Каприз (1994)
- Сезон любви (1994)
- Жизнь под страхом (1993)

### Актриса (в роли самой себя)
- Внутренний мир Шахрух Хана (2004)
- Кофе с Караном (2004—2010)